# تیم ملی فوتبال اوگاندا
تیم ملی فوتبال اوگاندا نماینده کشور اوگاندا در مسابقات بین‌المللی و آفریقایی است که زیر نظر فدراسیون فوتبال اوگاندا فعالیت می‌کند.
اولین بازی رسمی این تیم در تاریخ ۱ مه ۱۹۲۶ میلادی در برابر تیم ملی فوتبال کنیا برگزار شده است. که نتیجه ۱-۱ را در پی داشت.